# Dekanat Radom-Północ
Dekanat Radom-Północ – jeden z 29 dekanatów w rzymskokatolickiej diecezji radomskiej. 

## Parafie wchodzące w skład dekanatu
- Parafia bł. Annuarity w Radomiu
- Parafia Chrystusa Króla w Radomiu
- Parafia Podwyższenia Krzyża Świętego w Radomiu
- Parafia św. Królowej Jadwigi w Radomiu
- Parafia św. Łukasza w Radomiu
- Parafia św. Piotra Apostoła w Radomiu
- Parafia św. Jana Pawła II i śś. Cyryla i Metodego w Radomiu

Poza Radomiem:
- Groszowice – Parafia św. Faustyny
- Jedlnia-Letnisko – Parafia św. Józefa Oblubieńca NMP
- Kuczki – Parafia św. Józefa Oblubieńca NMP
- Małęczyn – Parafia św. Andrzeja Boboli